# Iemți, Mirhorod
Iemți (în ucraineană Ємці) este un sat în comuna Iarmakî din raionul Mirhorod, regiunea Poltava, Ucraina.

## Demografie
Componența lingvistică a localității Iemți
     Ucraineană (96,77%)
Conform recensământului din 2001, majoritatea populației localității Iemți era vorbitoare de ucraineană (96,77%), existând în minoritate și vorbitori de alte limbi.